# 土屋バイパス
土屋バイパス（つちやバイパス）は、青森県の東津軽郡平内町から青森市へ至る、全長4.2 kmの国道4号（国道45号重複）のバイパスである。

## 概要

### 路線データ
- 起点 : 青森県東津軽郡平内町大字中野[1]【位置図】
- 終点 : 青森県青森市大字浅虫[1]【位置図】
- 全長 : 4.2 km[1]
- 規格 : 第3種1級
- 道路幅員 : 暫定14.5m（完成28.0m）
- 車線数 : 暫定2車線（完成4車線）

## 沿革
- 1985年度（昭和60年度） 事業化[1]。
- 1997年度（平成9年度） 着工[1]。
- 2004年（平成16年）11月30日 - 平内町土屋 - 青森市浅虫間 (0.4km) 暫定2車線で供用開始。
- 2007年（平成19年）7月31日 - ほたて大橋を含む一部区間 (0.9km) が暫定2車線で供用開始[2]。
- 2011年（平成23年）11月10日 - 平内町大字中野 - 大字土屋 (2.9km) が供用開始し、全線が開通した[1]。

## 路線状況

### 道路施設
- ほたて大橋：410m。橋の名前は公募で決まった[2]。

## 地理

### 通過する自治体
- 青森県
  - 東津軽郡平内町
  - 青森市

### 交差する道路
- 青森県道9号夏泊公園線（青森県東津軽郡平内町大字中野）

### 沿線の施設
- ほたて広場